# Virachola kessuma
Virachola kessuma är en fjärilsart som beskrevs av Thomas Horsfield 1829. Virachola kessuma ingår i släktet Virachola och familjen juvelvingar. Inga underarter finns listade i Catalogue of Life.